# مجدليا (إدلب)
مجدليا قرية سورية تتبع ناحية مركز أريحا في منطقة أريحا في محافظة إدلب. بلغ عدد سكانها 1429 نسمة في عام 2004 حسب إحصاء المكتب المركزي للإحصاء.